# Czeragh Tape-je Sofla
Czeragh Tape-je Sofla – wieś w Iranie, w ostanie Azerbejdżan Zachodni, w szahrestanie Takab. W 2006 roku liczyła 648 mieszkańców.